# مرکز خدمات غیر رسمی نپال
مرکز خدمات غیر رسمی نپال (انگلیسی: Informal Nepal Sector Service Centre) و باختصار INSEC یکی از سازمانهای غیردولتی کلیدی حقوق بشری است که برای ترویج امر حقوق بشر در نپال فعالیت می‌کند. سایت حقوق بشری مربوط به این مرکز است.

## کتاب سال حقوق بشر
مرکز INSEC سالانه کتاب سال حقوق بشر را منتشر می‌کند که در آن از پیشرفت و ارزیابی حقوق بشر طی سال در نپال را گزارش می‌کند.

### کتاب سال حقوق بشر (۲۰۱۷)
دربارهٔ آخرین کتاب حقوق بشر، ۲۰۱۷ سایت می‌نویسد،
«اگر سه سطح انتخابات بر طبق مفاد قانون اساسی برگزار نشود اثرات سوء مستقیم خود را در بی‌ثباتی دائمی و تأخیر در تشکیل دولت نشان خواهد داد. یک خلأ قانون اساسی را موجب خواهد شد؛ و همچنین ناآرامی‌هایی را که بعد از انحلال اولین مجلس مؤسسان تجربه کردیم را بدنبال خواهد داشت. یک بحران قانون اساسی را بوجود می‌آورد که ما ممکن است مجبور شویم به تلاش جدیدی دست بزنیم تا از این بحران خلاص شویم. این موضوع خوراک آشفتگی‌های سیاسی و ظهور عوامل جدید خواهد شد و همه باهم به یک فصل جدیدی در زندگی دموکراتیک وارد خواهیم شد همچنانکه در گذشته شاهد بوده‌ایم». کتاب کامل را می‌توان از اینجا گرفت.

### کتاب سال حقوق بشر (۲۰۱۶)
دربارهٔ این کتاب حقوق بشر سال ۲۰۱۶ روزنامه اصلی نپالی کاتماندو پست چنین می‌نویسد: «مرکز خدمات غیر رسمی نپال در این کتاب گزارش می‌کند که حوادث نقض حقوق بشر در سال ۲۰۱۵ افزایش داشته‌است در حالیکه تشکیل قانون اساسی جدید بزرگترین دستاورد سال بود، جنبش ماتس‌ها یکی از حوادث بزرگی بود که در آن شاهد نقض حقوق بشر بودیم. اگر به حوادث ۵ ماه اخیر نگاه کنیم به ۴۹ مورد قتل برخواهیم خورد، که ۳۴ نفر از جمله ۵ کودک توسط عناصر دولتی کشته شدند و ۱۳ نفر از جمله ۱۰ پلیس و یک کودک بوسیله عوامل غیر دولتی به‌قتل رسیدند». این کتاب را از اینجا می‌توانید بدست آورید.